# Erövringen av Stockholm
Erövringen av Stockholm ägde rum den 17 juni 1523 i Stockholm och var en del av Befrielsekriget. Svenskarna hade en längre tid belägrat Stockholm, som var Danmarks sista fäste i Sverige. Staden hoppades på förstärkning från Danmark, men ingen sådan hjälp kom. Man insåg då att man måste börja förhandla.
Ett första medlingsförsök inleddes, där man gjorde ett upplägg som gick ut på att den militära besättningen i Stockholm skulle överlämna sig till Lübeck, och att Lübeck och Danzig skulle betala knektarnas innevarande sold. Gustav Vasa vägrade gå med på detta upplägg och belägringen fortsatte.
I juni 1523 återupptog man förhandlingarna. Nu hade besättningen börjat få nog och ville endast komma undan levande och med sin utrustning. Detta godtogs av Gustav Vasa och den 16 och 17 juni skrevs stadens och slottets kapitulation under. Gustav Vasa, som sedan den 6 juni samma år var Sveriges kung, kunde på midsommardagen den 24 juni göra sitt högtidliga intåg i Stockholm.
Av befrielsekriget återstod nu endast en upprensning av de sista danska stödjepunkterna i Finland.

## Återgivningar
Erövringen av Stockholm 1523 återges i den svenska operan Gustaf Wasa från 1786 av Johann Gottlieb Naumann, där librettot är skrivet av Johan Henric Kellgren och Gustav III.
Gustav hade inga krigsfartyg och kunde därför inte hindra danska fartyg att skicka in soldater och mat till Stockholm.